# Geisteswissenschaft
Geisteswissenschaft („наука о уму” или „наука о духу“) је скуп хуманистичких наука као што су филозофија, историја, филологија, музикологија, лингвистика, театрологија, књижевна критика, студије медија, религијске студије, а понекад чак и судска пракса, које су традиционалне на немачким универзитетима. Већина његових предмета би била под хуманистичким наукама на типичном универзитету на енглеском језику.

## Историја
Концепт Духа датира из немачког идеализма осамнаестог и деветнаестог века, посебно од Хердеровог и Хегеловог концепта Фолксгајста, наводног заједничког „духа“, или боље речено, ума народа. Да бисмо разумели појам Geisteswissenschaften, треба имати на уму да је континентални филозофски факултет наследио средњовековни факултет уметности . Поред саме филозофије, обухватала је природне науке са математиком као и филолошке и историјске дисциплине, а касније психологију и друштвене науке. Термин Геистесвиссенсцхафтен први је коришћен као превод термина Џона Стјуарта Мила „моралне науке“. Историчар, филозоф и социолог Вилхелм Дилтај популаризовао је тај термин, тврдећи да психологију и новонасталу област социологије – попут филолошких и историјских дисциплина – треба сматрати као Geisteswissenschaft, а не као Naturwissenschaft (природна наука), и да њихова методологија треба да одражава ову класификацију. Његови аргументи су били веома утицајни у теоријама истакнутог немачког социолога Макса Вебера, иако је Вебер преферирао термин Kulturwissenschaft, који су промовисале његове неокантовске колеге (Вилхелм Винделбанд и Хајнрих Рикерт).

## Тренутна употреба
Од времена Дилтаја постало је уобичајено говорити о Naturwissenschaften с једне стране и Geisteswissenschaften с друге стране – не узимајући посебно у обзир статус математике и саме филозофије. Након одвајања природних наука и математике у одређени факултет (на неким универзитетима тек 1950-их), Geisteswissenschaften је остао сам на филозофском факултету, а чак је и филозофија често била подведена под термин Geisteswissenschaften. У међувремену, многи немачки универзитети су поделили ове факултете у мање одсеке, тако да су стари заједнички интереси и старе границе мање видљиве.
Термин се сада користи нередовно. У административном контексту се широко користи за дискусију о томе како организовати академске институције и описати културу академских дискусија, тако да се теолошки и правни факултети додају Geisteswissenschaften. У неким контекстима научне политике Geisteswissenschaften се описују као неемпиријске науке, приближавајући их филозофији и искључујући друштвене науке из њиховог подручја.
У контексту методологије, напротив, наглашено је да Geisteswissenschaften попут историје и филолошких дисциплина, ослањајући се на емпиријске податке (документе, књиге и исказе), заједно са психологијом и друштвеним наукама, имају заједнички емпиријски карактер, који се у суштини заснива на разумевању значења или разумевању значења.
Други аутори, попут Рудолфа Штајнера, користили су термин Geisteswissenschaften у историјски сасвим различитом смислу да се односе на предложену „науку о духу“.